# جوسيف هوزر (لاعب كرة الماء)
جوسيف هوزر (بالألمانية: Josef Hauser)‏ هو لاعب كرة الماء ألماني، ولد في 10 مارس 1910، وتوفي في 10 أغسطس 1981.

## وصلات خارجية
- جوسيف هوزر على موقع اللجنة الأولمبية الدولية (الإنجليزية)
- جوسيف هوزر على موقع أوليمبيديا (الإنجليزية)